# هنري ارنو (منافس ألعاب قوى)
هنري ارنو (بالفرنسية: Henri Arnaud)‏ هو منافس ألعاب قوى فرنسي، ولد في 16 أبريل 1891 في باريس في فرنسا، وتوفي في 14 فبراير 1956 في Pleubian ‏ في فرنسا.

## وصلات خارجية
- هنري ارنو على موقع الاتحاد الفرنسي لألعاب القوى (الفرنسية)
- هنري ارنو على موقع اللجنة الأولمبية الدولية (الإنجليزية)
- هنري ارنو على موقع أوليمبيديا (الإنجليزية)